# Kare (Sprache)
Die Sprache Kare ist eine Mbum-Sprache der Zentralafrikanischen Republik.
Es gibt auch einige Tausend Sprecher im Kamerun.
Das Kare ist sich mit den Standard-Mbum gegenseitig verständlich. Allerdings sind sich Sprachen, die mit ihnen näher verwandt sind, nicht untereinander verständlich.